# 川畑源大
川畑源大（1985年2月14日—）是一名日本举重运动员，身高1.80米。2010年参加广州亚运会，以320千克的成绩获94公斤级比赛第十三名。